# Edit Miklós
Edit Miklós, madžarska alpska smučarka, * 31. marec 1988, Miercurea-Ciuc, Romunija
Svoje prve stopničke v karieri je osvojila na smuku v St. Moritzu 24. januarja 2015. Takrat je zasedla tretje mesto.